# پروسپریداد
پروسپریداد شهری است در کشور فیلیپین. این شهر مرکز استان آگوسان جنوبی در جنوب شرقی کشور فیلیپین است. جمعیت آن در سال ۲۰۰۷ بالغ بر هفتاد هزار نفر بوده است .